# 吉原知子
吉原知子（日语：／ Yoshihara Tomoko，1970年2月4日—），日本女子排球运动员。她曾代表日本国家队参加1992年、1996年和2004年夏季奥林匹克运动会排球比赛。她也曾在1990年和1994年亚洲运动会上各收获一枚铜牌。